# Trioza tenuis
Trioza tenuis är en insektsart som beskrevs av Jennifer L. Hollis 1984. Trioza tenuis ingår i släktet Trioza och familjen spetsbladloppor.
Artens utbredningsområde är Angola. Inga underarter finns listade i Catalogue of Life.